# جوردي بايارت
جوردي بايارت إي باستور (باللغة الكتالونية: Jordi Ballart Pastor}} (من مواليد 8 فبراير 1980) هو سياسي إسباني. يشغل منصب عضو مجلس مدينة تاراسا لفترتين؛ الأولى بين عامي 2005 و2017 والثانية منذ عام 2019 ومنصب رئيس بلدية تاراسا لفترتين؛ الأولى بين عامي 2005 و2017 والثانية منذ عام 2019 في منطقة كتالونيا. وهو مثلي الجنس علنا.
استقال من منصبه ومن عضوية حزب كاتالونيا الاشتراكي في عام 2017 بسبب خلافات مع موقفهم من استفتاء استقلال كتالونيا 2017. أسس حزبه الخاص «كل شيء لأجل تيراسا» (باللغة الكتالونية:Tot per Terrassa) في عام 2018 وعاد لشغل منصب رئاسة البلدية في عام 2019، منهياً 40 عامًا من سيطرة حزب كاتالونيا الاشتراكي في المدينة.

## المسيرة المهنية
أصبح بايارت سكرتيرًا لمجموعة تيراسا للشباب التابعة لحزب كاتالونيا الاشتراكي في عام 1999، وبقي في هذا المنصب لمدة سبع سنوات. تم انتخابه لعضوية مجلس المدينة في عام 2005، وذلك بعد تخرجه بشهادة في العلوم السياسية والإدارة من جامعة برشلونة المستقلة. أصبح بايارت سكرتيرًا لحزب كاتالونيا الاشتراكي في عام 2012 بعد أن أصبح بيري نافارو الزعيم الإقليمي للحزب. وأصبح المتحدث باسم حزب كاتالونيا الاشتراكي في مجلس المدينة في نفس العام إضافة إلى شغله منصب نائب رئيس البلدية المسؤول عن التخطيط العمراني. 
أصبح بايارت رئيسا للبلدية في 10 ديسمبر 2012، وذلك بعد بعد استقالة بيري نافارو، وهو ثالث رئيس بلدية لمدينة تيراسا منذ انتقال إسبانيا نحو الديمقراطية. أخبر بايارت صحيفة «الطليعة» (بالإسبانية: La Vanguardia)‏ أنه كان يفضل أن يتم انتخابه بشكل مباشر من قبل الناخبين بدلاً من انتخابه بشكل غير مباشر من قبل أعضاء مجلس المدينة، وأقر بأن هذا هو القانون الدستوري. فاز حزبه بالأغلبية بتسعة مقاعد بعد الانتخابات البلدية لعام 2015 على الرغم من حصول كزافييه مانتيلا من حزب «تيراسا إن كومو» على غالبية الأصوات كمرشح لرئاسة البلدية. كان امتناع أعضاء مجلس المدينة الأربعة من «حزب التقارب والاتحاد» عن التصويت على انتخاب رئيس البلدية يعني عدم حصول أي مرشح على الأغلبية وذهبت رئاسة البلدية إلى بايارت كزعيم لأكبر حزب.

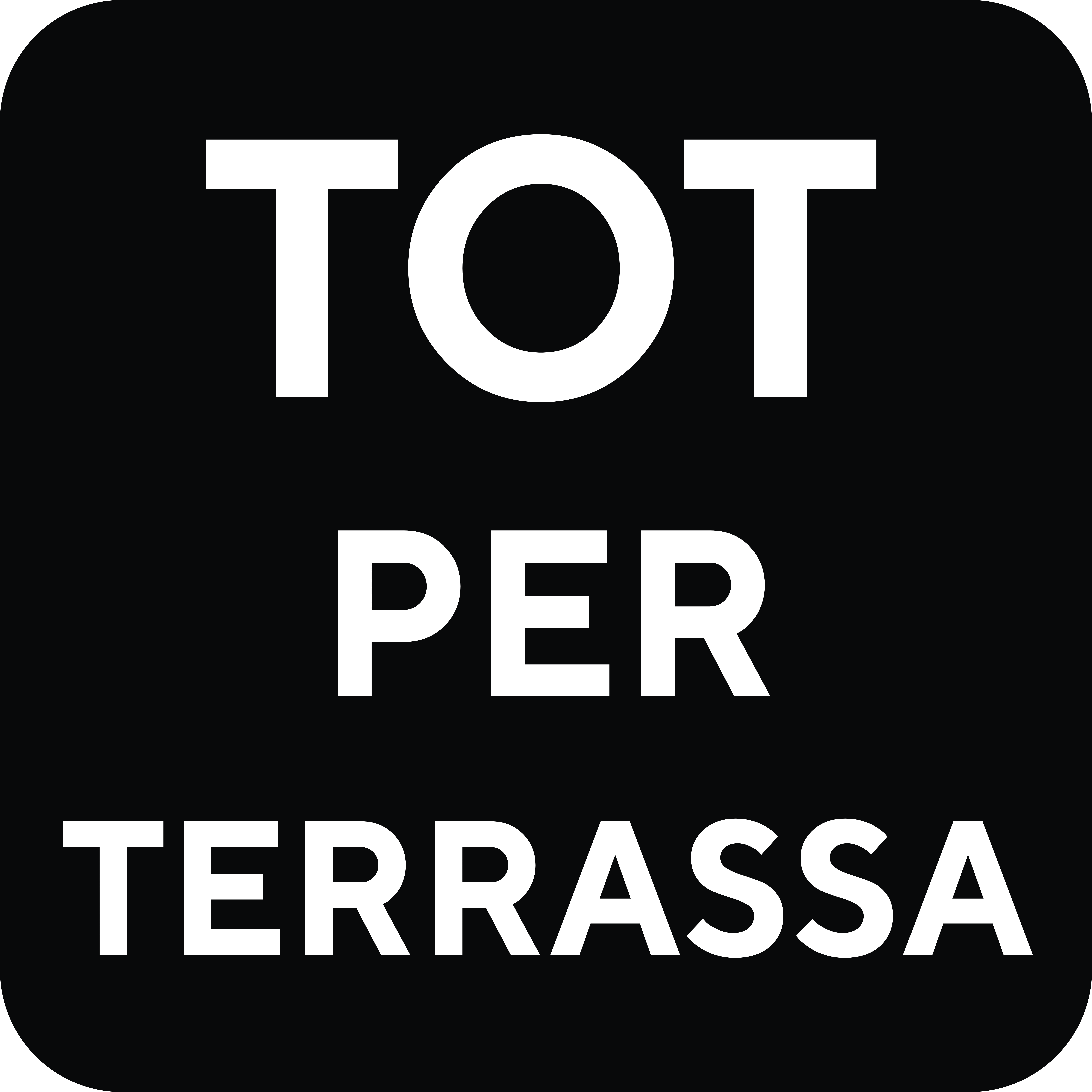
شعار حزب «كل شيء لأجل تيراسا»

استقال بايارت من منصبي رئيس البلدية وعضو مجلس المدينة في أوائل نوفمبر 2017، وترك كذلك حزب كاتالونيا الاشتراكي. واتهم حزبه ونظيره الوطني الحزب الاشتراكي العمالي الإسباني بالتحرك نحو اليمين وتأييد قيام الحكومة الوطنية للحزب الشعبي الاسباني بسجن قادة استفتاء استقلال كتالونيا 2017. أسس بايارت في يونيو 2018 حزبًا جديدًا يسمى «كل شيء لأجل تيراسا» (باللغة الكتالونية:Tot per Terrassa) لخوض الانتخابات البلدية لعام 2019. وكان الفائز المفاجئ في تلك الانتخابات، حيث حصل على عشرة مقاعد وأنهى 40 عامًا من حكم حزب كاتالونيا الاشتراكي في المدينة.

## الحياة الشخصية
بايارت مثلي الجنس علنا. وتبنى هو وشريكه المثلي إغناسي ساغاليس ثلاثة أطفال في 14 يونيو 2019، وهو اليوم السابق لأداء اليمين الدستورية كرئيس للبلدية. يعتبر أطفالهم بالتبني أشقاء من ذوي الاحتياجات الخاصة. تم تشخيص إصابة الأكبر فيهم بسرطان الدم في أغسطس 2021.
تم التهجم على بايارت بسوء المعاملة والتحرش على أساس توجهه الجنسي المثلي.